# Musiqq

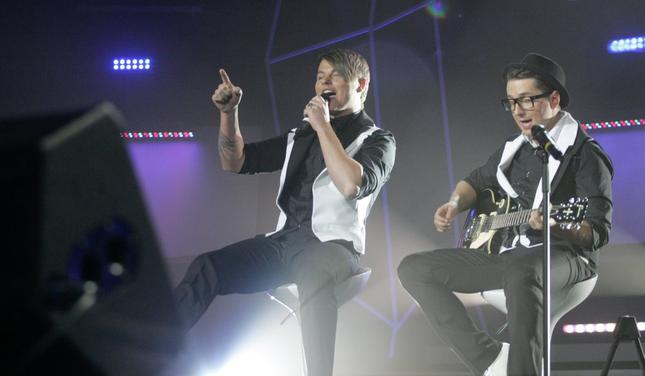
Musiqq.

Musiqq é um duo da Letónia que se formou em 2009. Em 23 de fevereiro de 2011, o duo ganhou a selecção nacional da Letónia para o Festival Eurovisão da Canção 2011 na Alemanha com a canção "Angel in Disguise".
Musiqq é composto por Marats Ogļezņevs e Emīls Balceris. Ganhou popularidade com os hits "Klimata kontrole", "Abrakadabra" e "Dzimšanas diena". Marats Ogļezņevs era conhecido anteriormente como compositor e cantor de hip-hop.

## Discografía
- 2010: Šī ir tikai mūzika